# Charles Keller
Ne doit pas être confondu avec Charles Albert Keller.
Pour les articles homonymes, voir Keller.
Charles Keller, aussi connu sous son pseudonyme Jacques Turbin, né à Mulhouse, dans le Haut-Rhin, le 30 avril 1843 et mort le 19 juillet 1913 à Nancy, est un ingénieur, poète et militant politique français. 

## Biographie
Charles Keller naît à Mulhouse, dans une famille républicaine et bourgeoise. Il obtient son diplôme d'ingénieur et devient directeur d'une filature à Willer. Il doit quitter Willer quand se diffuse l'information qu'il lit et veut diffuser le journal Les États-Unis d'Europe, organe de la Ligue de la paix et de la liberté, imprimé à Genève. Il s'installe à Paris, où il se lie avec Aristide Rey, Élie Reclus et Élisée Reclus. Il est l'auteur du chant révolutionnaire Ouvrier prends la machine.

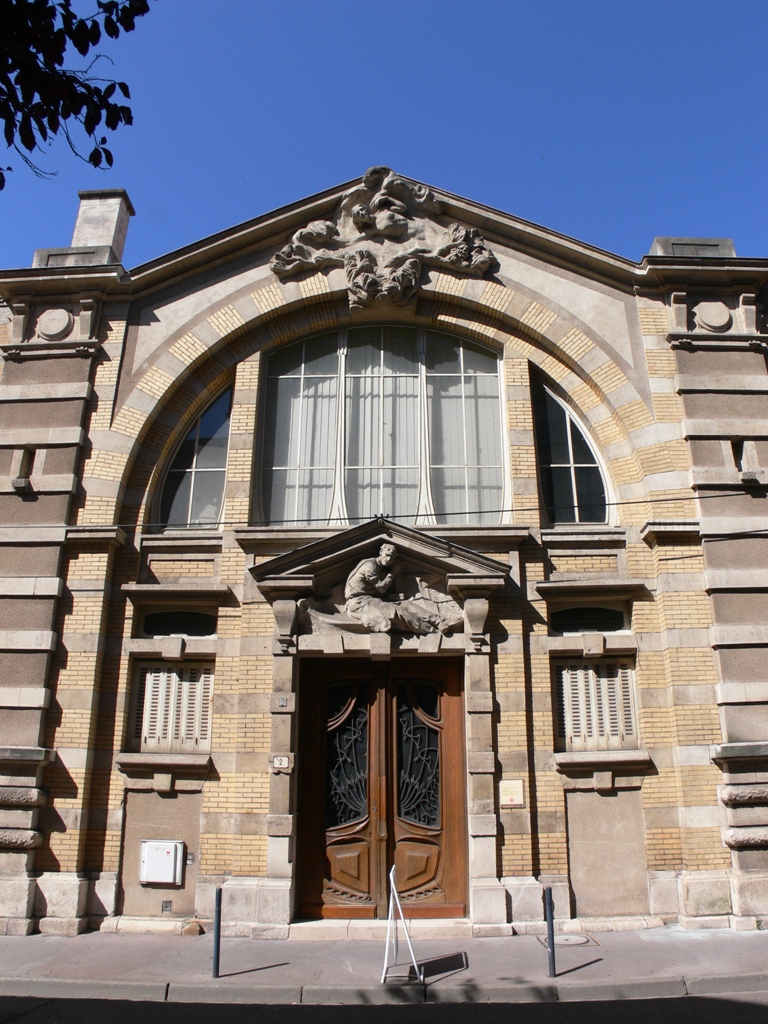
Maison du Peuple de Nancy

Il participe à la création de l'Étoile de l'Est en janvier 1902, pour remplacer Le Progrès de l'Est journal dreyfusard qui a déposé son bilan en décembre 1900, et finance la construction de la Maison du Peuple à Nancy. Il soutient la création de l'Université populaire de Nancy.
Il épouse en 1876 Mathilde Roederer.

## Hommage
- Rue Charles-Keller à Nancy, dénommée depuis 1924 à la place de l'ancienne rue du Ruisseau[5].